# 3726 Johnadams
3726 Johnadams este un asteroid din centura principală, descoperit pe 4 iunie 1981 de Edward Bowell.